# Attagenus seminiger
Attagenus seminiger là một loài bọ cánh cứng trong họ Dermestidae. Loài này được Fairmaire miêu tả khoa học năm 1863.